# Marpaps
Marpaps est une commune du Sud-Ouest de la France, située dans le département des Landes (région Nouvelle-Aquitaine).

## Géographie

### Localisation
Située en Chalosse, la commune est limitrophe du département des Pyrénées-Atlantiques.
| - OpenStreetMap Limite communale |

### Communes limitrophes
Les communes limitrophes sont Bonnegarde, Castaignos-Souslens, Nassiet et Sault-de-Navailles.
|            | Nassiet                                   |                     |
| Bonnegarde | Marpaps                                   | Castaignos-Souslens |
|            | Sault-de-Navailles (Pyrénées-Atlantiques) |                     |

### Climat
Pour des articles plus généraux, voir Climat de la Nouvelle-Aquitaine et Climat des Landes.
Historiquement, la commune est dans une zone de transition entre les climats océaniques aquitain et basque.  
En 2020, Météo-France publie une typologie des climats de la France métropolitaine dans laquelle la commune est dans une zone de transition entre le climat océanique et le climat de montagne et est dans la région climatique  Pyrénées atlantiques, caractérisée par une pluviométrie élevée (>1 200 mm/an) en toutes saisons, des hiver très doux (7,5 °C en plaine) et des vents faibles.
Pour la période 1971-2000, la température annuelle moyenne est de 13,3 °C, avec une amplitude thermique annuelle de 14,4 °C. Le cumul annuel moyen de précipitations est de 1 172 mm, avec 11,9 jours de précipitations en janvier et 7,9 jours en juillet. Pour la période 1991-2020, la température moyenne annuelle observée sur la station météorologique la plus proche, située sur la commune d'Orthez à 11,65 km à vol d'oiseau, est de 0,0 °C et le cumul annuel moyen de précipitations est de 0,0 mm,. Pour l'avenir, les paramètres climatiques de la commune estimés pour 2050 selon différents scénarios d’émission de gaz à effet de serre sont consultables sur un site dédié publié par Météo-France en novembre 2022.

## Urbanisme

### Typologie
Au 1er janvier 2024, Marpaps est catégorisée commune rurale à habitat très dispersé, selon la nouvelle grille communale de densité à sept niveaux définie par l'Insee en 2022.
Elle est située hors unité urbaine et hors attraction des villes,.

### Occupation des sols

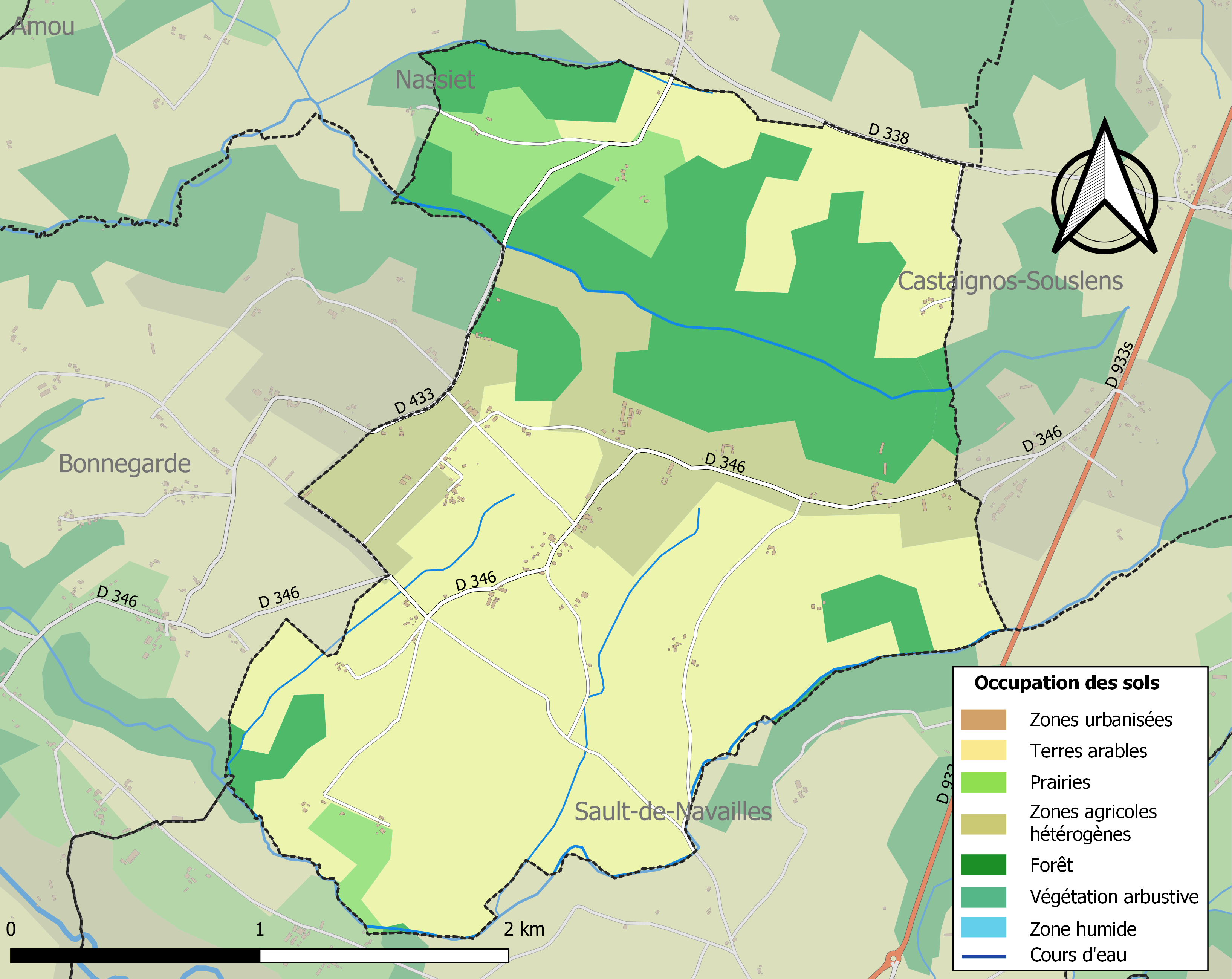
Carte des infrastructures et de l'occupation des sols de la commune en 2018 (CLC).

L'occupation des sols de la commune, telle qu'elle ressort de la base de données européenne d’occupation biophysique des sols Corine Land Cover (CLC), est marquée par l'importance des territoires agricoles (74,8 % en 2018), en augmentation par rapport à 1990 (73,1 %). La répartition détaillée en 2018 est la suivante : terres arables (54,5 %), forêts (25,2 %), zones agricoles hétérogènes (14,2 %), prairies (6,1 %). L'évolution de l’occupation des sols de la commune et de ses infrastructures peut être observée sur les différentes représentations cartographiques du territoire : la carte de Cassini (XVIIIe siècle), la carte d'état-major (1820-1866) et les cartes ou photos aériennes de l'IGN pour la période actuelle (1950 à aujourd'hui).

### Risques majeurs
Le territoire de la commune de Marpaps est vulnérable à différents aléas naturels : météorologiques (tempête, orage, neige, grand froid, canicule ou sécheresse), mouvements de terrains et séisme (sismicité modérée). Un site publié par le BRGM permet d'évaluer simplement et rapidement les risques d'un bien localisé soit par son adresse soit par le numéro de sa parcelle.
Les mouvements de terrains susceptibles de se produire sur la commune sont des tassements différentiels.

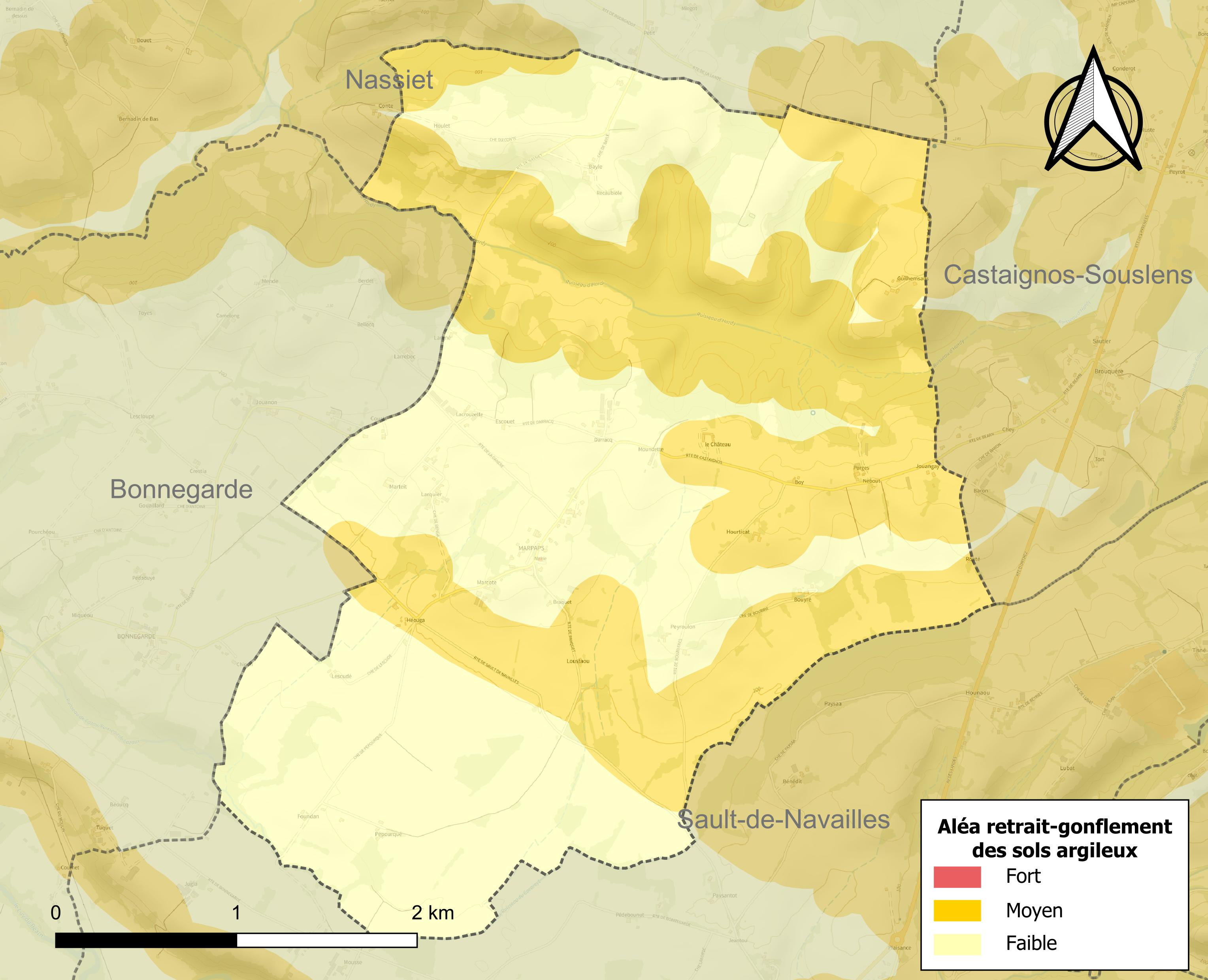
Carte des zones d'aléa retrait-gonflement des sols argileux de Marpaps.

Le retrait-gonflement des sols argileux est susceptible d'engendrer des dommages importants aux bâtiments en cas d’alternance de périodes de sécheresse et de pluie. 46,5 % de la superficie communale est en aléa moyen ou fort (19,2 % au niveau départemental et 48,5 % au niveau national). Sur les 68 bâtiments dénombrés sur la commune en 2019,  17 sont en aléa moyen ou fort, soit 25 %, à comparer aux 17 % au niveau départemental et 54 % au niveau national. Une cartographie de l'exposition du territoire national au retrait gonflement des sols argileux est disponible sur le site du BRGM,.
La commune a été reconnue en état de catastrophe naturelle au titre des dommages causés par les inondations et coulées de boue survenues en 1999 et 2009 et par des mouvements de terrain en 1999.

## Histoire
Le nom de Marpaps viendrait de Marpapsé, signifiant en gascon « mauvais passage », en raison des attaques des brigands. D'autres comme J.B. Orpustan y voient une base marp- à rapprocher de la base narp-/narb- d'origine basque.

## Politique et administration
| Période                                  | Période  | Identité          | Étiquette | Qualité     |
| ---------------------------------------- | -------- | ----------------- | --------- | ----------- |
| mars 2001                                | 2020     | Guy Dufourcq      | DVD       | Agriculteur |
| 2020                                     | En cours | Bernard Dugachard |           |             |
| Les données manquantes sont à compléter. |          |                   |           |             |

## Démographie
| 1793 | 1800 | 1806 | 1821 | 1831 | 1836 | 1841 | 1846 | 1851 |
| ---- | ---- | ---- | ---- | ---- | ---- | ---- | ---- | ---- |
| 825  | 304  | 320  | 289  | 297  | 336  | 339  | 364  | 358  |

| 1856 | 1861 | 1866 | 1872 | 1876 | 1881 | 1886 | 1891 | 1896 |
| ---- | ---- | ---- | ---- | ---- | ---- | ---- | ---- | ---- |
| 362  | 351  | 334  | 296  | 267  | 255  | 229  | 231  | 219  |

| 1901 | 1906 | 1911 | 1921 | 1931 | 1936 | 1946 | 1954 | 1962 |
| ---- | ---- | ---- | ---- | ---- | ---- | ---- | ---- | ---- |
| 233  | 231  | 232  | 211  | 203  | 180  | 188  | 171  | 162  |

| 1968 | 1975 | 1982 | 1990 | 1999 | 2006 | 2008 | 2013 | 2018 |
| ---- | ---- | ---- | ---- | ---- | ---- | ---- | ---- | ---- |
| 151  | 127  | 120  | 120  | 110  | 132  | 138  | 139  | 140  |

| 2022 | - | - | - | - | - | - | - | - |
| ---- | - | - | - | - | - | - | - | - |
| 133  | - | - | - | - | - | - | - | - |

## Lieux et monuments
- Église Saint-Vincent de Marpaps, construite et fortifiée au Xe siècle, restaurée au XVIIe siècle[18].
- Chêne de la Liberté planté en 1789[18].

## Personnalités liées à la commune
- René Cuzacq (Marpaps, 1901 – Dax, 1977), professeur agrégé au lycée de Bayonne, membre de la Société de Borda et de l’Académie gasconne de Bayonne ; il est l’auteur apprécié de nombreuses publications sur la Gascogne. Bayonne a donné son nom à une rue et Anglet à une avenue[23].